# Jonga serrei
Jonga serrei is een garnalensoort uit de familie van de Atyidae. De wetenschappelijke naam van de soort is voor het eerst geldig gepubliceerd in 1909 door Bouvier.